# El segador
El segador (també conegut com El pagès català en rebel·lia) és un gran mural que Joan Miró va pintar amb motiu de l'Exposició Universal de París (1937) per a decorar el Pavelló de la República, un edifici dissenyat per Josep Lluís Sert amb l'ajut de Luis Lacasa, junt amb el Guernica de Pablo Picasso i la Font de mercuri d'Alexander Calder. L'obra va desaparèixer durant el desmuntatge de l'exposició, i només se'n conserven algunes fotografies en blanc i negre.

## Història
L'obra va ser creada in situ, directament sobre el conglomerat del Pavelló de la República, dissenyat per Josep Lluís Sert i Luis Lacasa. Es va pintar sobre els panells de celotex de l'edifici. L'objectiu era relacionar d'una manera més estreta la pintura amb l'arquitectura. Un cop finalitzada l'exposició, Miró va preveure que el mural viatjaria amb el Guernica, però en acabar-se l'esdeveniment l'obra es va desmuntar i es va enviar a València, on se'n perd la pista. Es creu que va ser destruïda. Actualment es pot contemplar una reproducció de l'obra en blanc i negre a la reconstrucció del Pavelló de la República (actual seu del CRAI Biblioteca Pavelló de la República). Es troba penjada a la mateixa paret on Miró va pintar el quadre.